# لويجي تينكو
لويجي تينكو (Luigi Tenco) (كاسيني بمقاطعة ألساندريا، 21 مارس 1938 - سانريمو، 27 يناير 1967) مغني مولف إيطالي شهير، وممثل.
لم يعرف أباه الذي مات في ظروف غامضة، قضى تينكو طفولته في كاسيني وريكالدوني حتى عام 1948 عندما انتقل إلى ليغوريا أولا إلى نيرفي ثم إلى جنوة، حيث كان لوالدته متجر نبيذ. أسس تينكو خلال المرحلة الثانوية فرقة جاز، عزف تينكو فيها الكلارينت بينما عزف مغني آخر صار شهيراً في وقت لاحق وهو برونو لاوزي على بانجو. وأيضاً جينو باولي المغني المؤلف الشهير مستقبلاً كان عضواً في فرقة تينكو اللاحقة.
ظهر تينكو لأول مرة في عالم الموسيقى الإيطالية المحترفة مع فرقة الفرسان، التي شملت جامبييرو ريفيربيري وإنزو ياناتشي وآخرين. وخلال هذه الفترة استخدم الاسم المستعار جيجي ماي. وفي عام 1961 أصدر تينكو أول أغنية فردية له وباسمه الحقيقي.
وفي عام 1962 بدأ تينكو تجربته السينمائية القصيرة، بفيلم La Cuccagna للوتشانو سالشي كما قام بتأليف موسيقى الفيلم التصويرية. وخلال هذه الفترة أيضاً أقام صداقة قوية مع الشاعر الفوضوي الجنوي ريكاردو مانيريني. بينما في عام 1963 انتهت صداقته مع جينو باولي، بسبب علاقة مضطربة مع الممثلة ستيفانيا ساندريلي.
أصدر تينكو أول اسطونة فونوغراف له في عام 1962.
في عام 1966، أصدر اسطونة خلال معاناته من مدة الخدمة العسكرية الإلزامية. في روما خلال العام نفسه، التقى وأصبح صديقاً للمغنية الإيطالية الفرنسية داليدا. وصارا الاثنان في نهاية المطاف عاشقين.
في عام 1967 شارك في مهرجان الأغنية الإيطالية بسان ريمو. وقد أُشيع أنه شارك ضد إرادته. قدم أغنية غناها مع داليدا. يعتقد أن تينكو أقدم على الانتحار يوم 27 يناير، إثر علمه بأن أغنيته أقصيت من المشاركة في الدور النهائي. وُجد تينكو في غرفته بالفندق وقد اخترقت رصاصة صدغه الأيسر وورقة أعلن فيها أن ذلك كان لفتة ضد لجنة التحكيم واختيارات الجماهير خلال المنافسة. قبل ذلك بأيام فقط أُعلن زفاف تينكو على داليدا. وقد كانت هي من اكتشفت جثته.

## روابط خارجية
- لويجي تينكو على موقع IMDb (الإنجليزية)
- لويجي تينكو على موقع ميوزك برينز (الإنجليزية)
- لويجي تينكو على موقع ميوزك برينز (الإنجليزية)
- لويجي تينكو على موقع أول ميوزيك (الإنجليزية)
- لويجي تينكو على موقع ديسكوغز (الإنجليزية)
- لويجي تينكو على موقع ديسكوغز (الإنجليزية)
- لويجي تينكو على موقع قاعدة بيانات الفيلم (الإنجليزية)